# Ross Schraeder
Ross Patrick Schraeder, (nacido el 24 de febrero de 1983 en Denver, Colorado) es un jugador de baloncesto estadounidense. Con 1.96 de estatura, su puesto natural en la cancha es el de escolta.

## Biografía
Tras formarse en la universidad de Cal-Irvine en 2005 decidió marcharse a Italia para jugar en las filas del Reggio Emilia de la LEGA.
La temporada 2006/07 ficha por el Club Baloncesto Ciudad de Huelva de la LEB Oro de España, país y categoría en el que ha desarrollado la mayor parte de su carrera deportiva.

## Trayectoria deportiva
- 2001/05. NCAA. Cal-Irvine
- 2005/06. LEGA. Reggio Emilia
- 2006/08. LEB. Club Baloncesto Ciudad de Huelva
- 2008. LEB Oro. Bruesa GBC
- 2008/09. LEB Oro. CB Villa de los Barrios
- 2009/10. LEB Oro. Baloncesto León
- 2010/11. LEB Oro. CB Tarragona
- 2011/12. LEB Oro. Ford Burgos